# Herkuleshopen (galaxhop)

Bild av Herkuleshopen tagen av VLT Survey Telescope (VST).

Herkuleshopen (Abell 2151) är en galaxhop belägen i stjärnbilden Herkules. Herkuleshopen innehåller ungefär 360 galaxer, varav 75 är ljusstarka.
Hopens avstånd till Vintergatan är ungefär 500 miljoner ljusår. Hopen är en del av Hercules-superhoparna och innehåller en mängd olika galaxer såsom spiralgalaxer, linsformade galaxer och elliptiska galaxer. Herkuleshopen innehåller även många interagerande galaxer, däribland NGC 6050 och IC 1179. Herkuleshopens ljusaste galax är NGC 6041. Herkuleshopen har till skillnad från de flesta andra rika galaxhopar ingen central stor elliptisk galax.